# Мехтгільд Рот
Мехтгільд Рот (нім. Mechthild Roth), нар. 7 травня 1956, Равенсбурзі — німецький біолог, професор Дрезденського технічного університету.

## Короткий життєпис і діяльність
З 1975 до 1980 року вивчала біологію і хімію в Ульмському університеті.
Отримала ступінь доктора філософії в зоології у 1984 р., а в 1987 р. захистила докторську дисертацію на тему «Ценоз твердокрилих в смерекових лісах: Екологічні і елементарно-аналітичні дослідження» і кваліфікувалася доктором зоології в так само університеті Ульму. З тих пір брала участь у роботі різних європейських проектів у тематиці структури і функцій безхребетних у частині дослідження трофічних ланцюгів лісових екосистем. З 1988 р. працювала науковим асистентом на кафедрі екології і зооморфології Ульмського університету і в 1991 кваліфікувалася доктором зоології на факультеті природознавчих наук.
У 1993 році отримала запрошення на роботу у Дрезденському технічного університету і з квітня 1994 р. працює там професором лісової зоології.
У 1995 році взяла участь організації українсько-німецького проекту Українсько-німецького проекту «Дністер» і була керівником одного з його часткових проектів. Через чотири роки стала беззмінним керівником та ідеологом проекту. Під її керівництвом після закінчення досліджень у 2006 р. українські та німецькі науковці склали звіти про зроблену роботу, на підставі яких під редагуванням Мехтгільд Рот була опублікована книга Transformation processes in the Western Ukraine.

## Деякі праці
- Roth, M.: Elementanalytische Untersuchungen an der bestandestypischen In-vertebratenzönose eines Fichtenforstes. — Mitt. Dtsch. Ges. Allg. Angew. Ent. 8: 353—363. 1993.
- Roth, M. : Effects of Short Chain Holocarbons on Invertebrates of Terrestrial and Aquatic Ecosystems. — Organohalogen Compd. 14: 285—295. 1993.
- Jäkel, A. & Roth, M.: Short-term effects of selected insecticides on non-target soil invertebrates of a forest ecosystem. — In: V. Pizl & K. Tajovsky (eds.): Soil Zoological Problems in Central Europe. Proc. 4th European Congress on Soil Zoology, Ceske Budejovice 23.-24 April 1997: 65 — 69. 1998.
- Junker, E.A.; Roth, M.: Auswirkungen waldbaulicher Eingriffe in die Überschirmung auf ausgewählte Gruppen epigäischer Regulatoren im Bergmischwald (Arachnida: Araneae; Coleoptera: Carabidae). Mitt. Dtsch. Ges. Allg. Angew. Ent. 12: 61-66. 2000.
- Reike, H.P.; Roth, M.: Markierungsdesign und Ergebnisse von Capture-recapture-Experimenten zur Raumnutzung von Carabus-Arten (Col.: Carabidae). Ökologische Beiträge (Jena) 4 (2): 183—188. 2000.
- Horban, I.; Kampwerth, U.; Korte, E.; Lesnik, V.; Niemeier, S.; Roth, M.; Plachter, H.: Der Dnister: Ökologische Charakterisierung eines Flußsystems in der Westukraine. ATV-DVWK-Schriftenreihe 21 Gewässer — Landschaften Aquatic Landscapes: 101—117. 2000.
- Roth, M., G. Förster, E.A. Junker, C. Quaisser, U.M. Ratschker, G.M. Schmitt & T. Schreiter: Die Wirbellosenfauna des Bodens: epigäische und temporär endogäische Arten. — In: FLADE et al. (Hrsg.): Naturschutz in der Agrarlandschaft: Ergebnisse des Schorfheide-Chorin-Projektes. — Quelle & Meyer Verlag, Wiebelsheim: 58-60. 2003